# 숲코리아
숲코리아(SOOP Korea), 간단히 숲(영어: Soop, 한국: 067160)은 대한민국의 1인 미디어, 인터넷 방송, SNS 플랫폼이다. SOOP에서 운영하며, 특별한 기술·장비·비용 없이도 누구나 쉽게 개인용 PC나 모바일 기기(스마트폰, 태블릿 컴퓨터 등)로 언제 어디서나 실시간 생방송을 할 수 있다. 웹캠 방송은 물론 PC 모니터상의 화면을 전송할 수 있어 누구라도 다양한 소재를 활용할 수 있는 시스템이다. 채팅 화면이 있어 방송인과 시청자 사이에 실시간 소통이 가능하다. 시청자는 사이버 머니인 '별풍선'을 통해 인터넷 방송인에게 자발적으로 후원을 할 수도 있다. 또한 다양한 출연자들로 다양한 방송의 재미를 느낄 수 있다. 2015년 12월 프로게임단 아프리카 프릭스도 창단하였다.

## 개요
- 아프리카TV BJ 랭킹산정 방식은 지난 7일간 받은 최고시청자의 평균 30%, 애청자지수 30%, UP 20%, 동영상지수 20%이다.

2005년 5월에 W (더블유)라는 서비스명으로 클로즈 베타서비스로 시작하여 2005년 8월 오픈베타를 거쳐, 2006년 아프리카(afreeca)란 이름으로 정식 오픈했다. 2012년 4월에 아프리카(afreeca)에서 아프리카TV(afreecaTV)로 사이트 이름이 변경되었다. 방송및 시청전용 프로그램과 채널목록, 채팅기능 등이 제공된다. 이용자는 방송을 '아프리카TV 플레이어' 또는 '아프리카TV 플레이어 2.0' 을 설치해서 그리드 딜리버리 방식으로 서비스가 제공되었고,, 현재는 기본 일반 스트리밍 방식으로 서비스를 제공하고있다.
BJ(Broadcasting Jockey)라 불리는 방송진행자가 동영상을 송출하면, 시청자는 전용 프로그램을 이용해 송출중인 채널의 목록 중에서 보고싶은 채널을 선택해 접속하게 된다. 아프리카TV는 회원수가 1200만명을 넘어섰고, 하루 접속자는 350만명을 넘는다. 또 평균 동시 방송 수가 5000개 정도이고, 최고 동시 시청자 수가 50만에 달한다. 한 개의 채널에 동시에 접속한 최고 시청자수는 약 7만명일 정도로 규모가 상당히 큰 인터넷방송이 채 라는 유료 아이템을 시청자가 구매하여 본방에 접속할 수 있다. 또한, '중계방'이라고 불리는 본방과는 별도의 중계 채널을 시청함으로 동시 접속 제한을 회피할 수 있다. '중계 채널'은 채널 목록에서는 원 채널과 연동되어 관리되며, BJ와 채팅으로 소통이 불가능한 것이 단점이다.
방송은 게임방송을 넘어서 택시 방송등 직업 활동 방송까지, BJ도 젊은 층을 넘어서 70대 할아버지까지, 일반인에서 연예인까지 폭이 확대되고있다.
2011년 5월 31일에는 아프리카TV 플레이어 2.0이 오픈되었다. 아프리카TV 플레이어 2.0은 실버라이트 기반의 웹 플레이어로 인터넷 익스플로러 뿐만 아니라 크롬, 파이어폭스, 오페라, 사파리 등의 브라우저 등에서도 최소한의 설치만으로 이용이 가능하다.
2015년 8월 1일에는 E스포츠 방송에 대한 관심을 높여 사업을 강화하기 위해 그래텍과 E스포츠 사업부분을 인수계약 맺어 곰TV가 운영하는 곰eXP 스튜디오를 인수하여 프릭 업 스튜디오로 개명하여 10월 28일에 리뉴얼 개관되었고, 11월 1일에는 글로벌 스타크래프트 II 리그 운영권을 양도하였다.
2015년 9월 16일에는 2014년 10월 16일에 베타서비스를 시작한 웹형 플래시 플레이어를 모든 데스크탑 시청 플랫폼의 기본 플레이어로 변경하여 기존 윈도우즈 뿐만 아니라 맥 환경에서도 아무런 설치없이 시청이 가능하게 되었다.
2015년 12월에는 아프리카TV의 게임단인 아프리카 프릭스를 창단하였다.
2020년 1월 기준 대한민국에서 가장 많은 트래픽을 유발하는 사이트 29위에 랭크되어 있다.
2024년 10월 15일 10시 아프리카TV를 버리고 SOOP로 재출범한다.

## 기능

### 브라우저
2010년 11월 9일 전까지는 프로그램 런처가 홈페이지에서 실행되는 ActiveX 컨트롤이었기 때문에 윈도우 운영 체제 외에선 전혀 실행하지 못하고 인터넷 익스플로러를 제외한 다른 브라우저에서 검색시 오류가 발생했으나, 2010년 11월 9일 후부터는 마이크로소프트 실버라이트로 구현한 아프리카TV 2.0 베타 서비스를 시작하여 인터넷 익스플로러 외의 브라우저에서도 방송을 볼 수 있다. 또한 상기에 서술한대로 현재는 웹 브라우저와 OS에 상관없이 모든 플랫폼에서 플래시 플레이어가 설치된 PC에서 시청이 가능하다.

### 모바일
2009년 12월 9일, 아프리카TV는 모바일 앱을 오픈하였다. 먼저 iOS용 모바일 플레이어를 개발, 공개한 뒤 안드로이드 버전의 플레이어를 공개했다. 하지만 안드로이드용 플레이어는 일부기종에서 소리가 늦게 나오는 문제가 있었다. 패치를 거듭하다 마침내 영상과 소리의 싱크가 일치되었지만, 채팅기능이 추가되자 일부 기종에서 영상과 소리가 심하게 끊기는 현상이 발생하여 안드로이드 사용자들로부터 비난을 받기도 했다. 하지만 많은 패치 끝에 이런문제는 해결되고 아직도 남은 많은 문제들이 해결되고 있다.

### 시청 지역
대한민국 이외의 해외 지역에서는 그리드 딜리버리 방식의 서비스에서는 해외 트래픽이 P2P 효율에 기여하기가 어려웠고, 해저케이블을 지나는 패킷에 대한 이용료가 회사 측에 부담이 되었기 때문에 1개월당 해외망 이용료를 지불하면 영상을 무료로 시청할 수 있었으나, 서비스제공 방식에서 그리드 딜리버리 방식을 포기하고, 서비스가 해외로 진출하면서 해외에서도 전면적으로 이용이 가능하게 되었다. 모바일 서비스는 모바일 디바이스에 적합한 비트레이트로 서버측에서 실시간 트랜스코딩이 이루어지는 형태로 출발하였으므로 애초에 해외에서도 시청이 가능하였다.

## e스포츠
2015년 이전에도 아프리카TV에서 외부 스튜디오를 대관하여 e스포츠 이벤트를 개최하긴 하였으나, 2015년 8월 1일 곰eXP가 보유하고 있던 e스포츠 경기장 및 방송 스튜디오인 강남 곰eXP 스튜디오를 인수하여 프릭 업 스튜디오로 명칭을 변경하여 사용하기로 하였고, 2016년부터 곰eXP의 간판 e스포츠 대회였던 글로벌 스타크래프트 II 리그(GSL)를 인수인계하여 본격적인 e스포츠 사업을 시작하였다. 이후 GSL 뿐만 아니라 다양한 e스포츠 대회및 이벤트를 실시하거나, 타사의 e스포츠 대회 스트리밍 서비스를 계속하고있다.
[제작]
- 아프리카TV 스타리그 (ASL)
- 글로벌 스타크래프트 II 리그 (GSL)
- 아프리카TV 배틀그라운드리그 (APL)
- LoL 레이디스 배틀
- LoL 챌린저스 코리아
- 아프리카TV 멸망전 (스타크래프트, LoL, 오버워치, 서든어택, 배틀그라운드,)
- 하스스톤 배틀로얄
- 베인글로리8 스클릿2

[중계]
- 오버워치 APEX 중계
- 리그 오브 레전드 프로리그 한국어 중계
- LoL 챔피언스 코리아 중계
- 서든어택 챔피언스 리그
- 아프리카TV 철권 리그(ATL)
- 중국 리그 오브 레전드 프로리그(LPL) 한국어 중계

## 스튜디오
| 스튜디오        | 지역          | 개관일           |
| --------------- | ------------- | ---------------- |
| 프릭업 스튜디오 | 대한민국 서울 | 2015년 10월 28일 |

## 별풍선
아프리카TV에서 만든 방송아이템이자 사이버머니. 2007년 11월 탄생했으며, 다양한 결제수단을 통해 구입해 시청자가 BJ에게 선물할 수 있다. 일종의 기부금형식의 시청료인 셈이다. 이를 받은 BJ는 일정량이 모이게되면 본인확인을 거친뒤 다시 현금으로 환전할 수 있다. 이 별풍선은 한개에 110원이다. 이 별풍선의 유효기간은 받은 날로부터 5년으로, 기간이 지나면 환전이 불가능하며 지난 별풍선은 전액 아프리카tv로 귀속된다.

## 영향

### 끼와 재능있는 인터넷방송 진행자들의 공중파, 케이블TV 출연
인터넷방송 서비스인 아프리카TV에서 활동하며 인지도를 높이던 최군(MBC 16기 공채 개그맨, 거성엔터테인먼트 소속)은 아프리카TV를 통해 공중파에 진출한 개그맨이다. 아프리카TV에서 방송중 그의 끼와 재능을 알아본 박명수에 의해 발탁되어 공중파와 케이블TV에 출연 하게 되었다. 최군은 2011년 아프리카TV 방송대상과 상금을 수상하였다.
그밖에 김마메, MC인진, 왕쥬, BJ쇼리, 돌+I 신동훈, 범프리카, 돌프, 대도서관 (데스페라지),더 디바 등의 끼와 재능있는 BJ들이 화성인 바이러스, 놀라운 대회 스타킹, 세바퀴, 무한도전, 화성인 X파일, 김국진의 현장박치기, 생활의 달인, 컬투의 베란다쇼, vj특공대,강용석의 고소한19 등에 출연하였다.
반대로 최강희, 개그맨 이상구 등의 연예인들이 아프리카TV에서 BJ로 활동하였다.

### 신인 가수 배출과 언더그라운드 가수의 방송 진행
아프리카TV BJ로 활동 중 공중파 방송까지 진출한 메이드(26. 남. NJ엔터테인먼트 소속)는 아프리카TV가 배출한 가수이다. 이는 아프리카TV에서의 활동을 지켜보던 프로듀서의 권유로 이루어졌다.
아프리카TV의 BJ돌프 (만 24, 남, 본명 지성하, RMFQ 엔터테인먼트 CEO, 데스페라지)는 언더그라운드 활동을 하던 중 아프리카TV에서 랩, 게임방송을 시작했다. 디지털싱글 '여행', '등용문', '귀찮아'를 냈으며 2014년 2월 새 싱글 'VOOM'을 낼예정이며 자신의 방송을 통해 미리공개했다.
판매와 공연 개런티로 수익을 올리는 언더그라운드 가수들은 오프라인 무대에 대해 비싼 대여·홍보 비용으로 큰부담을 느낀다. 소속사의 지지가 없는 한공중파 무대로의 진출도 어렵다. 그러나 인터넷 개인방송은 낮은비용과, 쌍방향 의사소통, 빠른 입소문이라는 장점을 지니고있어 언더그라운드 가수들의 방송이 늘어나고있다.

### 선거 운동 활용
2012년 대한민국 19대 총선 선거 운동이 소셜 미디어를 활용하기 시작하면서 아프리카TV 등의 개인 방송도 실시간 선거운동 방송으로 활용되고 있다. 유명후보들의 방송 등장이 관심과 토론을 이끌어 냈다는 평가다. 19대 총선의 일 평균 아프리카TV 선거방송 누적시청자수는 10만 명에 이른다.

### 10·20대 미디어소통의 장
아프리카TV는 웹캠과 마이크, 컴퓨터만 있으면 누구나 방송을 할 수 있다. 사람들은 게임, 먹방, 스포츠등 다양한 주제로 자신만의 방송 채널을 만들고, 사이트에 접속한 사람들이 검색을 통해 채널에들어와 방송을시청한다. 2014년 기준으로, 아프리카TV의 주 시청층은 10·20대로 이들은 전체 시청층의 60%를 차지한다. 40·50·60대에게 텔레비전은 가장 친숙한 오락 매체이고 텔레비전은 인터넷도 없고 영화도 흔하지 않던 시절에 유년기를 거친 이들에게는 유일한 영상 오락거리가 돼주었다면, 10·20대는 자신들에게 가장 익숙한 매체인 인터넷으로 텔레비전을 보고 단순히 보는것을 넘어 읽고쓰고 말하며 시청을한다. 10·20대는 아프리카TV를 통해 몇천개의 채널중 자신이 관심있는 방을 선택해 시청하고 방송 진행자, 다른시청자 등과 쉴새 없이 채팅을 주고받으며 다른이들의 생활을배우고 친구를 만들고 자기 자신을 표현한다. 건국대학교 신경정신과 하지현 교수는 "아프리카TV를 주로 이용하는 10대들은 인터넷 소통이 현실 소통의 대체재라고 생각하지 않는다. 부모 세대는 직접 얼굴을 보거나 목소리를 듣는 식으로 인간관계를 맺는것과 인터넷으로 채팅을 하면서 인간관계를 맺는것을 다르다고 생각하고, 후자가좀 더 느슨한 형태의 인간관계라고 생각하지만 요즘 10대들은 둘다 같다고 생각한다"라고 말했다.

## 비판 및 논란

### 스포츠 중계와 불법 베팅 사이트
저작권이 있는 영상을 내보내는 것은 불법이다. 그러나 이를 일일이 제재하는 것은 한계가 있기에 아프리카TV는 KBO(KBO), 한국농구연맹(KBL) 등과 중계권 계약을 체결하고 있다. 아프리카TV 관계자는 “사설도박 알선을 발견하는 대로 조치를 취하고 있다. 해당 BJ의 아이디에 대해 운영원칙에 따라 경고 혹은 정지조치를 내린다. 50명 이상의 요원이 실시간으로 모니터링을 하고 있지만 동시에 2,000∼4,000개 방송이 나가기 때문에 모니터링을 더 강화할 예정”이라고 말하였다.
두 살짜리 어린 아이와 술을 마시고 춤을 추게 해서 별풍선을 받아내는 등 문제가 KBS를 통해 지적 보도된 바 있다.
2008년 한 여성 BJ의 알몸이 그대로 방송돼 물의를 빚었다. 2011년 3월 리니지 관련 방송으로 인기를 모으던 남성 BJ가 불특정 다수와 연락을 취할 수 있는 랜덤채팅을 중계하다 상대방이 성기를 노출한 사고가 발생했다. 이에 아프리카TV는 해당 BJ를 영구 정지시켰지만, 곧 사면시켜줘 다시 방송에 복귀하면서 논란이 되었다. 이에 2011년 5월 선정성 문제가 공식 제기되었고 방송통신심의위원회가 실시간 인터넷 방송의 유해정보에 대한 집중 모니터링을 실시하였다. 한편 돈으로 환전 가능해 돈벌이 수단으로 악용되는 '별풍선'이 선정적 방송을 부추긴다는 비판도 나오고있다.

### 시청자 성폭행 사건
지난 2010년부터 게임방송을 진행한 한 BJ는 2011년 성폭행혐의로 구속됐다. 소위 일정량 이상의 별풍선을 쏘면 가입되는 팬클럽 회원 3명을 유인해 성폭행한 것이다. 이 BJ는 지난 3년 동안 자신의 팬클럽 회원인 미성년자 10명 이상을 집으로 유인해 성추행한 것으로 밝혀졌다. 사건이 수면 위로 떠오른 뒤 피해자들이 더 속출했다. 해당 BJ는 ‘외로움이란 감정이 생기면서 사람이 그리워졌다. 사죄방송 후 자숙하겠다’는 본인의 입장을 전했지만 결국 경찰에 구속됐다.

### 승부조작 전직 프로게이머들의 방송 진행 논란
2010년 5월 스타크래프트 승부 조작 사건으로 영구제명이 된 마재윤, 박찬수가 2011년 6월부터 집행유예기간 중에 개인방송을 열어 돈벌이를 하고 있어 논란이 되었다. 또한 승부조작에는 연루되지 않았지만, 전직 프로게이머 박지호 역시 프로게이머의 이미지를 해치는 방식으로 방송을 진행한다는 것에 지적을 받고 있다. 박지호는 승부조작사건에 연루되지 않아 무관한 일이지만, 승부조작을 한 마재윤과 박찬수는 전혀 제재를 걸지 않고 그대로 방치해 두어서 문제가 되었다. 이에 대해 2015년 10월 20일 한국e스포츠협회에서 승부조작 범죄자들에 대한 e스포츠 공식 종목 방송금지를 인터넷 스트리밍 사이트들에 요청하였고, 아프리카TV측은 KeSPA의 요청에 따라 승부조작 게이머에 대한 공식종목방송을 금지하여 현재 승부조작 가담자들은 스타크래프트나 리그 오브 레전드 등의 KeSPA 지정 공식 종목으로 개인 방송을 진행할 수 없다.

### BJ회훈의 허위사실 도포
2015년 7월 BJ회훈이 시청자들에게 방탄소년단의 뷔를 언급해 화제가 되었다. BJ회훈은 뷔에 대해 “내 초등학교 동창인데, 그땐 키가 정말 작았다. 성형 좀 하고 용됐다. 내가 했으면 걔보다 잘 나갔다. 우리는 먹이사슬 관계였고 걔가 토끼, 나는 사자였다”고 얘기했다. 사실 뷔는 성형수술을 하지 않아 시청자들 사이에서 BJ회훈이 허위사실을 유포했다는 사실이 퍼지면서 문제가 되었다. 이후 BJ회훈은 공식 사과문을 올렸다.

### 난폭 운전 생중계
2016년 3월 23일, 서울마포경찰서는 서울 강변북로에서 고급 외제차를 타고 난폭운전을 한 혐의(도로교통법 위반)로 회사원이자 아프리카TV BJ인 엄모(30)씨 등 3명을 불구속 입건했다. 경찰에 따르면 2015년 11월 29일 오전 1시경 고급 외제차 3대를 이용해 강변북로 마포구 난지 캠프장 부근에서 영동대교 북단까지 20km구간을 시속 180km로 과속운전하며 자동차들의 레이싱 장면을 영상으로 찍어 아프리카TV를 통해 생중계했다. 또한 이런 과정에서 차선 변경 깜빡이를 켜지 않는 등의 난폭운전도 서슴치 않았다. 한 시청자가 이를 문제가 있다고 여겨 자동차 커뮤니티에 해당 동영상을 올리자 경찰이 수사를 해 엄씨 등 3명을 검거했다. 엄씨는 사람들의 흥미를 유발해 별풍선을 얻기 위해 자동차 배틀경기영상을 방송했다며 혐의를 인정했다.

### 서수길 대표 욕설 파문
2016년 4월 29일에 있었던 아프리카TV 단합대회때 대표 서수길이 PD수첩을 향해 욕설을 내뱉은 영상이 인터넷으로 생중계 되면서 논란이 되었다. 앞서 4월 12일에 PD수첩에서 아프리카TV의 문제점에 대해 보도한 바 있었다. 이 욕설 파문으로 PD수첩 측은 법적대응을 검토하고 있다고 밝혔다.

### 아프리카TV 갑질 논란
활동당시 엄청난 인기가 있던 대도서관은 아내 윰댕과 함께 게임 아케론의 광고모델로 시노자키 아이를 특별게스트로 초대해 실시간방송을 하였다. 그런데 갑자기 아프리카TV 측에서 호스팅비용을 내지 않았으니 7일정지를 주겠다고 했었다. 최근에는 CJ측에서 아프리카로 비용을 줘야하는데 비용을 준 줄 알고 방송을 하였다고 대도서관측은 주장한다. 대도서관측은 당시 다시 아프리카TV 측에 연락을 해서 비용을 줄테니 방송 정지만은 하지 말라고 하였으나 아프리카TV 측은 비용을 내지 않았으니 상업방송 정책 위반으로 7일정지를 주겠다고 하였다. 대도서관측은 유튜브 라이브로 억울함을 주장하는 방송을 송출했다. 비난이 일자 아프리카TV 측은 다시 정책을 수정했지만 이미 수많은 유명 BJ들(양띵, 머독, 풍월량 등)은 오랫동안 몸담았던 아프리카의 갑질에 실망하며 다른플랫폼(유튜브, 카카오TV, 트위치 등)으로 이적한 후였고 이 일로 아프리카TV의 주가는 떨어지게 된다.

## 사건 사고

### 진워렌버핏 난입사건
2018년 12월 29일 아프리카TV 연말 시상식에서 라이프 분야 대상을 수상을 하게 된 거제폭격기가 수상소감을 말하려고 하는데 갑자기 과거 나체방송으로 인해 아프리카TV에서 영구정지당한 바 있는 진워렌버핏이 난입해서 뜬금없이 거제폭격기의 멱살을 잡고 "아프리카TV 회장님, 저 진워렌버핏인데요 영구 정지 좀 풀어주세요, 저 아프리카 TV에서 방송하고 싶어요!"라며 고함을 질렀다. 이후 아프리카 TV 진행요원들에게 붙잡혀서 끌려나가자 자신의 명함을 무대 위에 뿌리면서 끌려나갔다.

## 같이 보기
- 아프리카TV BJ대상
- 유스트림
- 라이브스트림
- 판도라TV
- 니코니코 생방송
- Justin.tv
- 아프리카 프릭스
- 인터넷 방송인
- 아프리카TV 로드 챔피언십